# Санта Круз (Њу Мексико)
Санта Круз (енгл. Santa Cruz) насељено је место без административног статуса у америчкој савезној држави Њу Мексико.

## Демографија
По попису из 2010. године број становника је 368, што је 55 (-13,0%) становника мање него 2000. године.
| Група             | 2000.       | 2010.       |
| Белци             | 24 (5,7%)   | 29 (7,9%)   |
| Афроамериканци    | 0 (0,0%)    | 3 (0,8%)    |
| Азијати           | 1 (0,2%)    | 0 (0,0%)    |
| Хиспаноамериканци | 388 (91,7%) | 330 (89,7%) |
| Укупно            | 423         | 368         |